# Aconaemys
Aconaemys é um gênero de roedor da família Octodontidae.

## Espécies
- Aconaemys fuscus (Waterhouse, 1842)
- Aconaemys porteri Thomas, 1917
- Aconaemys sagei Pearson, 1984